# Cynops ensicauda
Cynops ensicauda é uma espécie de anfíbio caudado pertencente à família Salamandridae.